# Jacqueline Lichtenberg
Jacqueline Lichtenberg (nacida el 25 de marzo de 1942,  Flushing, Queens, Nueva York) es una autora de ciencia ficción estadounidense.
Muchas de sus primeras novelas están ambientadas en el Universo Sime~Gen, que describió por primera vez en una historia corta en 1969. Escribir la serie satisfizo su preferencia por la "'Intimidad' - el tipo de relación entre el personaje y otros personajes, entre el personaje y el universo, o entre el personaje y él/ella mismo, que trae confianza a la vida" por sobre la "Acción", un género que "seriamente le desagrada". Sus otros escritos han tratado temas fantásticos y ocultistas, incluyendo artículos sobre Buffy la cazavampiros. Ha escrito una columna de revisión mensual sobre ciencia ficción, bajo el título "Science Fiction", para The Monthly Aspectarian . Bajo el seudónimo de 'Daniel R. Kerns', ha publicado dos novelas, Hero y Border Dispute.
Muchas de sus obras han sido escritas en colaboración con Jean Lorrah, con quien Lichtenberg mantiene una asociación comercial. Fanática de Star Trek, ha participado activamente en el movimiento de fans Trekkies. En particular, escribió el primer fan fiction de Star Trek sobre Kraith. Ella es una de las Amigas de Darkover y sus primeros escritos fueron guiados por Marion Zimmer Bradley.
Lichtenberg tiene una licenciatura en química de la Universidad de California, Berkeley.
En una entrevista  que se emitió el 5 de noviembre de 2021, Lichtenberg compartió que en sexto grado apenas sabía leer, así que cuando contrajo el sarampión su madre le presentó la novela de ciencia ficción para adolescentes Battle on Mercury de Lester del Rey. Al principio, Lichtenberg tuvo que usar el diccionario para leer Battle on Mercury, pero rápidamente se convirtió en una ávida lectora de ciencia ficción. En la década de 1950, las últimas historias se publicaron en revistas de ciencia ficción que Lichtenberg sacó de la biblioteca local, pero la indignaban las malas ilustraciones que no coincidían con el texto de las historias. Sin darse cuenta, Lichtenberg terminó publicando su primera crítica de ciencia ficción como una carta al editor de la revista indicando que necesitaban mejorar las ilustraciones, preparando así el terreno para su futura carrera como escritora de este género.

## Universo Sime~Gen
La serie Sime~Gen de Lichtenberg trata de un futuro distante donde los seres humanos han evolucionado en dos razas, con una relación depredador-presa. El crítico del New York Times, Gerald Jonas, describió la colección Sime~Gen como una combinación de "cualidades tanto del porno como de las telenovelas... porque tratan obsesivamente de la unión física entre las dos razas". La unión física entre Sime y Gen, que en realidad no es sexual, proporciona al Sime una sustancia que da vida conocida como selyn, producida únicamente dentro del cuerpo de un Gen.
La serie Sime~Gen comenzó con Operation High Time de Lichtenberg, un relato publicado en 1969. En 1974 publicó su000 primera novela, House of Zeor. Mientras Lichtenberg continuaba trabajando en la serie Sime~Gen en la década de 1970, los escritores de ciencia ficción Marion Zimmer Bradley y Hal Clement le brindaron aliento y orientación, enseñándola más sobre el "arte y el oficio de escribir". También se involucró con su compañera de000 escritura Jean Lorrah, quien fue coautora de First Channel (1980) con Lichtenberg.
En la década de 1970, los fanáticos dedicados de esta serie crearon el fanzine A Companion in Zeor, publicado por primera vez en junio de 1978 por Karen MacLeod. 

### Serie Universo Sime~Gen
- House of Zeor (1974)
- Unto Zeor Forever (1978)
- First Channel (1980) –  con Jean Lorrah
- Mahogany Trinrose (1981)
- Channel's Destiny (1982) –  con Jean Lorrah
- Rensime (1984)
- Ambrov Keon (1986) –  escrito por Jean Lorrah
- Zelerod's Doom (1986) con Jean Lorrah
- The Unity Trilogy (2003) – compendio de House of Zeor, Ambrov Keon (escrito por Jean Lorrah), y Zelerod's Doom.
- To Kiss or To Kill (inédito) – compendio de To Kiss or To Kill (novela escrita por Jean Lorrah), Best of Fools (noveleta escrita por Jean Lorrah), y Personal Recognizance (novella escrita by Jacqueline Lichtenberg) - esta antología estuvo programada para ser publicada en 2005 por Meisha Merlin, pero la editorial cerró antes de su publicación[7]
- Personal Recognizance/The Story Untold and Other Sime~Gem Stories (2011) un ómnibus que abarca Personal Recognizance (novela escrita por Jacqueline Lichtenberg), Best of Fools (noveleta de Jean Lorrah), "The Story Untold" (relato corto de Jean Lorrah), y "Reflection of a Dream" (relato corto de Jean Lorrah)[8]
- The Farris Channel (2011)

### Serie Lifewave
- Molt Brother (1982)
- City of a Million Legends (1985)

### Trilogía de Dushau
- Dushau (1985)
- Farfetch (1985)
- Outreach (1986)

### Serie Dreamers
- Those of My Bood (1988)
- Dreamspy (1989)

### Como Daniel R. Kerns
- Hero (1993)
- Border Dispute (1994)

### Historias cortas
- "Operation High Time" (1969)
- "Recompense" (1976) – Galileo, nº 2, diciembre
- "The Channel's Exemption" (1977) – Galileo, nº 4, julio
- "The Vanillamint Tapestry" (1978) – En Laurance, Alice, ed. Cassandra Rising. Una antología de historias originales de ciencia ficción escritas por mujeres. Doubleday. (ISBN 0-385-12857-6 )
- "The Answer" (1980) – con Jean Lorrah, In Bradley, Marion Zimmer, ed., The Keeper's Price, and Other Stories.
- "Science is Magic Spelled Backwards" (1982) – recogido en Hecate's Cauldron, DAW ISBN 978-0-87997-705-4
- "Event At Holiday Rock" (1982) – Recopilado en Speculations, Houghton Mifflin ISBN 978-0-395-32065-5
- "Through the Moon Gate" (1988) – Tales of the Witchworld, n.º 2
- "False Prophecy" (1989) – Tarot Taled, ISBN 978-0-7126-2471-8
- "Aventura" (1989) – Revista de fantasía de Marion Zimmer Bradley, n.º 6; y The Best of Marion Zimmer Bradley's Fantasy Magazine (1994)ISBN 978-0-446-60140-5
- "A Mother's Curse" (1992) – Midnight Zoo, ed. 1992.
- "Vampire's Fast" (1994) – serializado en Galaxy Science Fiction
- "True Death" (1995) – secuela de "Vampire's Fast", en Galaxy Science Fiction
- "Vampire's Friend" (2002) – secuela de "True Death"; recopilada en Heaven and Hell: An Anthology of Whimsical Stories, Speculation Press ISBN 978-0-9671979-8-2
- "True Hospitality" (2006) – Recogido en Through the Moon Gate and Other Tales of Vampirism (2011) ISBN 978-1-4344-1233-1
- "Best of Fools" – con Jean Lorrah
- "Ruella and the Stone" (2006)

### No ficción
- Star Trek Lives! (1975) – con Sondra Marshak y Joan Winston
- The Biblical Tarot: Never Cross A Palm With Silver (1997)